# Emmels
Ne doit pas être confondu avec Emmels (localité).
L'Emmels (en allemand : Die Emmels) est un ruisseau de Belgique, affluent de l'Amblève. 
Il arrose les villages d'Ober-Emmels et Nieder-Emmels (commune de Saint-Vith) avant de rejoindre l'Amblève à Montenau (commune d'Amblève).